# 金守珍
金 守珍（キム・スジン、김수진、1954年11月23日 - ）は、劇団・新宿梁山泊代表、俳優。演出家のときは金 盾進（キム・スジン）と名乗る。東京都出身。

## 人物
東海大学工学部電子工学科を卒業後、大山という名前で蜷川スタジオに在籍。本名で役者をやりたいと思い、状況劇場に移籍。1987年には自身が代表となり、劇団・新宿梁山泊を旗揚げし、演出を手がける。2001年には日韓合作映画『夜を賭けて』で監督を務めた。この作品は東京武蔵野館を皮切りに全国公開され、第57回毎日映画コンクールスポニチグランプリ新人監督賞、2002年度第43回日本映画監督協会新人賞を受賞した。2005年12月17日、監督を務めた映画『ガラスの使徒』（つかい）が公開された。
第3回ワンコリアフェスティバルより、演出を担当している。
2007年、新宿梁山泊が、元団員の鄭義信作『それからの夏』を上演しようとし、鄭は自身の著作権を主張してこれを差し止めたが、新宿梁山泊は、この戯曲が劇団の共同制作であることを主張し、自主上演権を求めて裁判所に提訴し、東京地裁で和解、上演を中止した。

## 受賞歴
- 1989年、『千年の孤独』でテアトロ演劇賞を受賞。
- 2002年、第57回毎日映画コンクールスポニチグランプリ新人賞、第43回日本映画監督協会新人賞を受賞。

## 映画
- 花子の日記〜ビーフのキョーフ物語〜（2010年さぬき映画祭準グランプリ作品)
- かぞくのくに（2012年8月公開、梁英姫監督）
- 朝日のあたる家（2013年、太田隆文監督）
- 金子文子と朴烈（パクヨル）（2017年、イ・ジュンイク監督）
- ぴっぱらん!!（2024年、崔哲浩監督）[6]

## テレビドラマ
- エトロフ遥かなり（1993年、NHK）金森（金東仁）役
- 人間昆虫記（2011年、WOWOW）金山文造役